# Борис-Ёль

Борис-Ёль — река в России, протекает в Республике Коми по территории района Печора. Правый приток реки Печора.

## География
Устье реки находится в 959 км по правому берегу реки Печора. Длина реки составляет 12 км. 

## Данные водного реестра
По данным государственного водного реестра России относится к Двинско-Печорскому бассейновому округу, водохозяйственный участок реки — Печора от водомерного поста у посёлка Шердино до впадения реки Уса, речной подбассейн реки — бассейны притоков Печоры до впадения Усы. Речной бассейн реки — Печора.
По данным геоинформационной системы водохозяйственного районирования территории РФ, подготовленной Федеральным агентством водных ресурсов:
- Код водного объекта в государственном водном реестре — 03050100212103000063214
- Код по гидрологической изученности (ГИ) — 103006321
- Код бассейна — 03.05.01.002
- Номер тома по ГИ — 03
- Выпуск по ГИ — 0